# Edge of Tomorrow: Prizonier în timp
Edge of Tomorrow: Prizonier în timp (titlu original Edge of Tomorrow) este un film american științifico-fantastic militar din 2014 cu Tom Cruise și Emily Blunt. Doug Liman a regizat filmul care este o ecranizare a romanului japonez All You Need Is Kill de Hiroshi Sakurazaka. Filmul are loc în viitorul apropiat, când o rasă extraterestră a invadat Pământul și a învins majoritatea forțelor unite militare terestre. Povestea filmului prezintă întâmplări din viața Maiorului William Cage (Cruise), un ofițer american de relații publice fără experiență în luptă, care, după ce șantajează un general britanic, este trimis în prima linie a unei debarcări masive terestre în Franța împotriva extratereștrilor. Deși Cage este ucis în primele minute, se trezește prins într-o buclă temporală care începe mereu pe aeroportul Heathrow și se termină prin uciderea sa de fiecare dată în diferite situații. Cu fiecare zi care se repetă, Cage devine din ce în ce mai experimentat în lupta contra extratereștrilor și face echipă cu sergentul de la Forțele Speciale Rita Vrataski (Blunt) pentru a-i învinge.

## Prezentare
În 2015, extratereștrii denumiți „mimici” ajung în Germania printr-un asteroid și cuceresc rapid cea mai mare parte a Europei continentale. Până în 2020, Forța Unită de Apărare (United Defense Force, UDF), o alianță militară globală înființată pentru a combate amenințarea extraterestră, obține în sfârșit o victorie asupra mimicilor la Verdun folosind costume mecanice nou dezvoltate. În Marea Britanie, UDF plănuiește o invazie majoră a Franței, iar generalul Brigham îi ordonă ofițerului de afaceri publice atașat recent, maiorul William "Bill" Cage, să relateze de la fața locului. Cage, neavând experiență de luptă, obiectează și amenință că va da vina pe Brigham dacă invazia eșuează. Brigham îl arestează pe Cage și îl trimite pe aeroportul Heathrow, acum o bază militară. Cage se trezește și descoperă că Brigham l-a retrogradat ca soldat și l-a catalogat fals ca dezertor. El este repartizat sergentului-major Farell și echipei J de soldați neadaptați, unde toți îl displac și îl disprețuiesc.
În dimineața invaziei, Farell și echipa J sunt uciși rapid de mimici, care sunt cumva conștienți de invazia lor planificată și i-au prins în ambuscadă. Cage folosește o mină Claymore pentru a ucide un mimic albastru neobișnuit de mare, dar este rănit mortal de explozie și acoperit de sângele extraterestrului. Cage se trezește înapoi pe aeroportul Heathrow, retrăind dimineața precedentă. Încercările lui de a-l avertiza pe Farell împotriva invaziei sunt ignorate și se confruntă cu bucla de a muri pe plajă și de a se trezi iar pe aeroportul Heathrow în mod repetat. Cu fiecare buclă, abilitățile de luptă ale lui Cage devin din ce în ce mai impresionante. În timpul unei bucle, Cage încearcă s-o salveze pe Rita Vrataski (sergent decorat), o eroină celebră din bătălia de la Verdun. Văzând cum luptă prin anticipație, Vrataski își dă seama că Cage este într-o buclă și îi ordonă s-o găsească data viitoare când se trezește.
Cage se trezește și o găsește pe Vrataski, care îl duce la dr. Carter, un expert în biologia mimicilor. El îi explică că mimicii sunt un superorganism în care „Omega” controlează creierul, în timp ce „Alfa” se comportă ca ganglionii prin care Omega controlează mimicii obișnuiți; dacă un Alfa este ucis, Omega resetează ziua și își ajustează tactica până când bătălia este câștigată. Cage le-a „deturnat” din neatenție capacitatea de a reseta timpul prin expunerea sa la sângele unui Alfa. Vrataski a avut această abilitate la Verdun, folosind-o pentru a câștiga bătălia înainte de a fi rănită și de a primi o transfuzie de sânge, pierzând astfel puterea. Ea îi spune lui Cage să-l găsească și să-l omoare pe Omega pentru a pune capăt invaziei extraterestre.
În mai multe bucle, Vrataski îl antrenează pe Cage ca să exceleze în luptă. După o lecție frustrantă, Cage dezertează în Londra, doar pentru a descoperi că mimicii vor ataca acolo imediat după invazia nereușită în Franța. După ce a avut viziuni ale unui baraj din Germania unde Omega se ascunde și a petrecut mai multe bucle gândindu-se cum să scape de invazie și să ajungă la baraj, Cage se îndrăgostește de Vrataski, dar aceasta este concentrată doar de misiune. Convins că perechea ajunge întotdeauna într-un punct al călătoriei în care Vrataski este ucisă, indiferent de ceea ce fac, Cage zboară singur către baraj. Omega nu este acolo și este prins în ambuscadă de un Alfa care încearcă să-i ia capacitatea sa de a reseta timpul, dar Cage se îneacă în mod deliberat.
Cage și Vrataski se infiltrează în Ministerul britanic al Apărării, unde Cage îl convinge pe Brigham să-i dea dispozitivul prototip al lui Carter (pe care Brigham l-a confiscat de la Carter înainte de a-l trimite la o secție de psihiatrie) care poate localiza un Omega, dar sunt urmăriți de poliția militară la plecare. În timpul urmăririi cu mașina, Cage folosește dispozitivul și descoperă că Omega se află sub Piramida de sticlă de la Luvru, Paris. Cage este grav rănit și se trezește într-un spital unde descoperă că i s-a făcut o transfuzie de sânge și a pierdut capacitatea sa de a face bucla.
Vrataski îl eliberează pe Cage și recrutează echipa J pentru a ajuta la distrugerea lui Omega înainte de a începe invazia. Ei zboară spre Paris, unde soldații se sacrifică pentru ca Vrataski și Cage să poată ajunge la Luvru. Înainte de a atrage un Alfa care stă între ei și Omega scufundat, Vrataski îl sărută pe Cage pentru a-i mulțumi că a dus-o atât de departe. Alfa o ucide pe Vrataski și îl rănește mortal pe Cage, dar el reușește să arunce o centură de grenade care îl distruge pe Omega.
În timp ce plutește în sângele lui Omega, el se trezește în drum spre prima sa întâlnire cu generalul Brigham, în timp ce se anunță la televizor că activitatea mimicilor a încetat în urma unei explozii de energie misterioasă la Paris. Cage merge la Heathrow, acum din nou ca maior, și observă că toată echipa J este în viață. Mai târziu o găsește pe Vrataski, care nu-l recunoaște; iar Cage râde în ultima scenă a filmului.

## Distribuție
- Tom Cruise – Maior William Cage
- Emily Blunt – Sergent Rita Vrataski
- Bill Paxton – Master Sergeant Farell
- Brendan Gleeson – General Brigham
- Kick Gurry – Griff
- Dragomir Mrsic – Kuntz
- Charlotte Riley – Nance
- Jonas Armstrong – Skinner
- Franz Drameh – Ford
- Masayoshi Haneda – Takeda
- Tony Way – Kimmel
- Noah Taylor – Dr. Carter

## Legături externe
- Site web oficial
- Edge of Tomorrow la Internet Movie Database
- Live Die Repeat: Edge of Tomorrow la Rotten Tomatoes
- Edge of Tomorrow la Metacritic
- Edge of Tomorrow la Box Office Mojo